# 工具箱

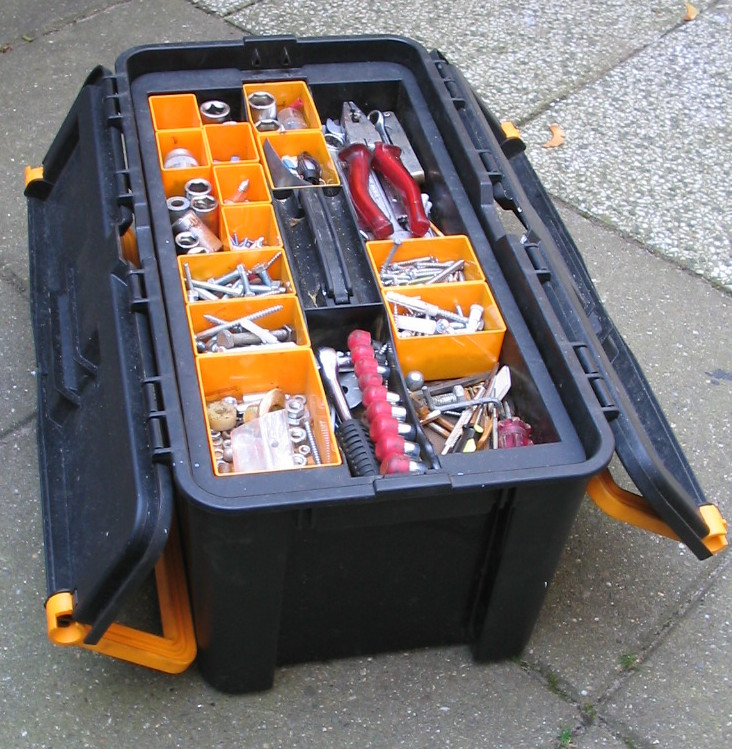
一个工具箱

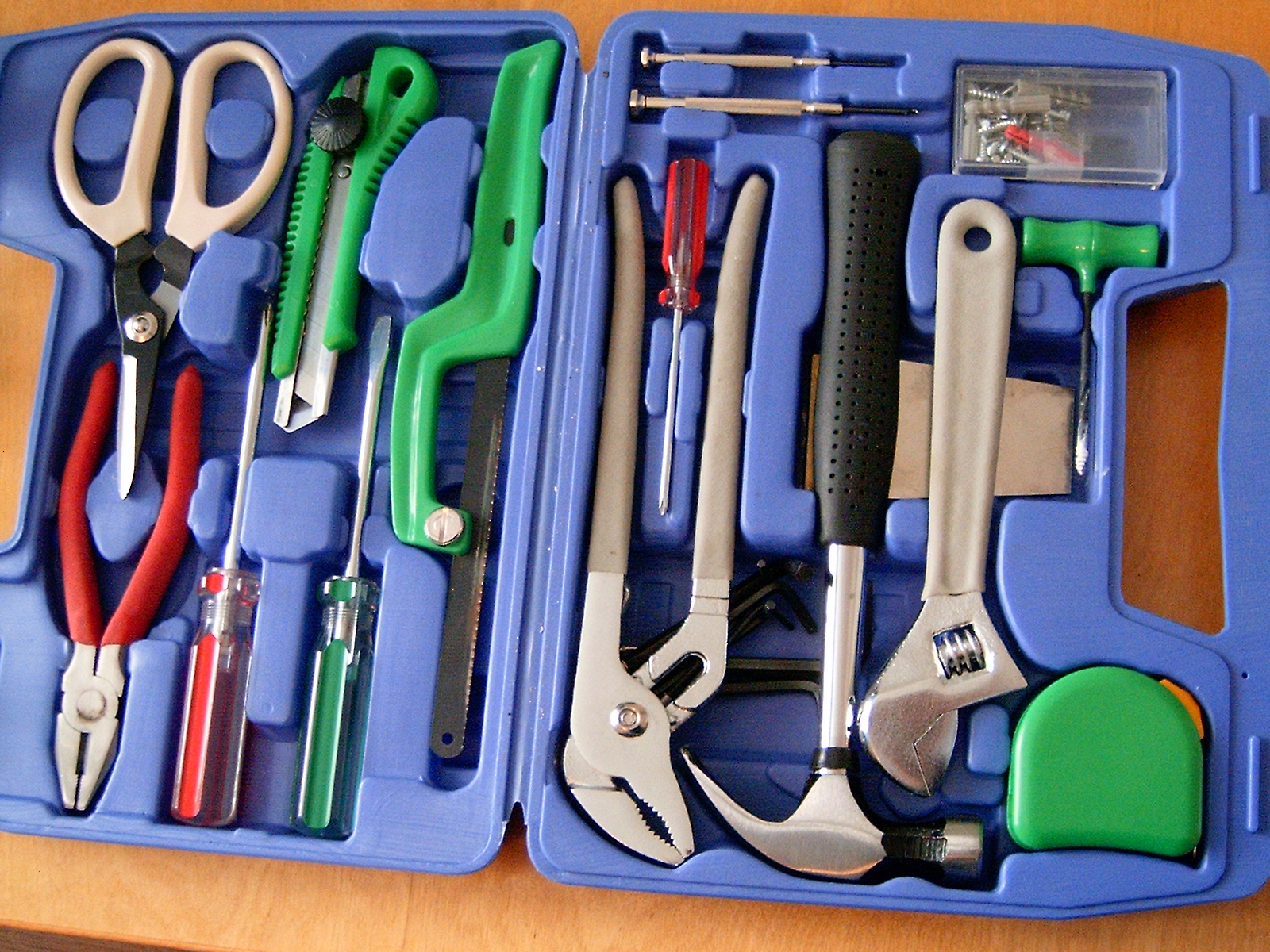
塑料工具箱。

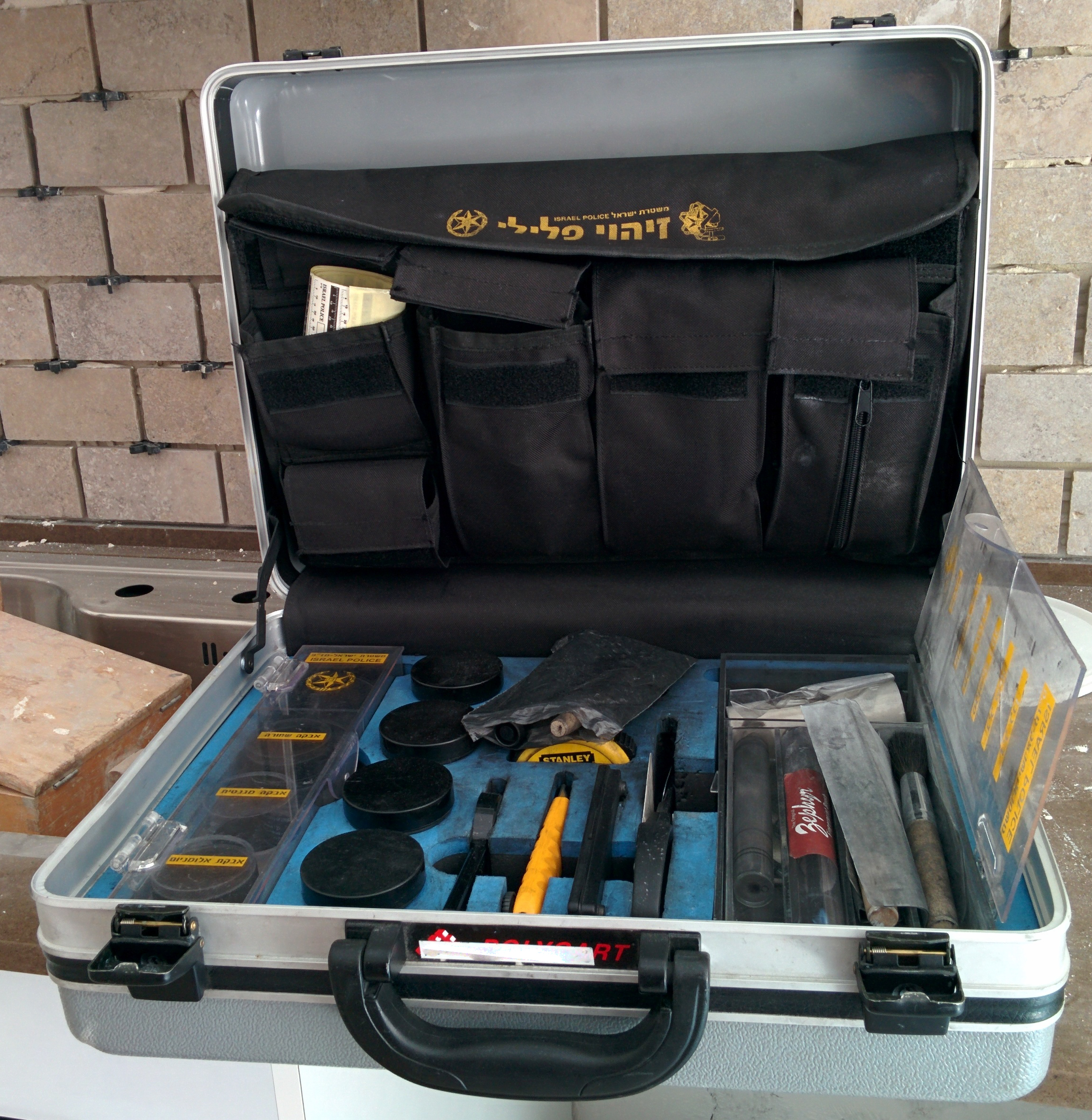
以色列警察的法医工具箱

工具箱（toolbox，也称toolkit、tool chest或workbox）是一个承放、携带和保护工具的盒子。它可以用于行业、贸易、爱好或DIY，内容物随持有者的喜好和需求而变化。

## 工具箱类型
工具箱是可以存储数种工具的一个容器。它可能是一个小型的便携式箱子，也可能是有脚轮的大型存储容器。现代的工具箱主要用金属或塑料制成，内部分成多个小格子，以容纳不同的小工具或物件。而在19世纪以前，木材是制作工具箱的首选材料。
小型的便携式工具箱有时被称为手提箱或便携式工具箱。大多数便携式工具箱在顶部有一个手柄，并且有一个铰链使盖子易于开启。装有工具的塑料工具箱与空的金属工具箱可能重量相当。金属工具箱还会生锈，锋利的边缘也可能撞到东西而留下痕迹。但是，金属比塑料材质更为坚固，因此人们需平衡其耐用优点与重量缺点。
便携式工具柜是一种小型的工具存储容器，它足够小巧而能够携带，而存储方式为抽屉式。便携式工具柜在顶部有一个便于握持的把手，并有一个铰链用于打开顶盖。里面通常有3至4个抽屉。

### 材料
工具柜（Tool chests）主要由金属制成，也有部分使用昂贵的硬木制作。